# Copa Libertadores Femenina 2012
La Copa Libertadores Femenina 2012 fue la cuarta edición de fútbol internacional femenino que se disputó en Brasil, desde el 15 al 25 de noviembre en el estado de Pernambuco, Brasil.

## Formato
El torneo se llevó a cabo con los campeones de las diez asociaciones nacionales de la Conmebol. Los partidos fueron jugados en las ciudades de Recife, Caruarú y Victoria de Santo Antão, en el estado de Pernambuco, Brasil. Los equipos se dividieron en 3 grupos, de los cuales clasificaron a semifinales, los primeros de cada grupo, y el mejor segundo.

## Equipos participantes
| País                                               | Equipo                            | Vía de clasificación                                                                   |
| -------------------------------------------------- | --------------------------------- | -------------------------------------------------------------------------------------- |
| Argentina 1 cupo                                   | Boca Juniors                      | Campeón del Apertura 2011                                                              |
| Bolivia · 1 cupo                                   | Universidad de Santa Cruz         | Campeón de Campeonato Boliviano de 2012                                                |
| Brasil · 1 cupo + campeón vigente + cupo anfitrión | Sao José EC Foz Cataratas Vitória | Campeón de Copa Libertadores Femenina 2011 Campeón de Copa de Brasil de 2011 Anfitrión |
| Chile · 1 cupo                                     | Colo-Colo                         | Campeón de Campeonato femenino de fútbol chileno 2011                                  |
| Colombia · 1 cupo                                  | Formas Íntimas                    | Campeón Copa Prelibertadores Femenina Colombia 2012                                    |
| Ecuador · 1 cupo                                   | Deportivo Quito                   | Campeón de Campeonato Ecuatoriano de 2011                                              |
| Paraguay 1 cupo                                    | Universidad Autónoma de Asunción  | Campeón de Campeonato Paraguayo de 2011                                                |
| Perú · 1 cupo                                      | JC Sport Girls                    | Campeón de Campeonato Peruano de 2012                                                  |
| Uruguay · 1 cupo                                   | Nacional                          | Campeón de Campeonato Uruguayo de 2011                                                 |
| Venezuela · 1 cupo                                 | Caracas                           | Campeón de Campeonato Venezolano de 2012                                               |

## Primera fase

### Grupo A
| Equipo                    | Pts | PJ | PG | PE | PP | GF | GC | DG  |
| ------------------------- | --- | -- | -- | -- | -- | -- | -- | --- |
| Foz Cataratas             | 9   | 3  | 3  | 0  | 0  | 12 | 4  | 8   |
| Deportivo Quito           | 6   | 3  | 2  | 0  | 1  | 7  | 7  | 0   |
| Formas Íntimas            | 3   | 3  | 1  | 0  | 2  | 8  | 6  | 2   |
| Universidad de Santa Cruz | 0   | 3  | 0  | 0  | 3  | 4  | 14 | -10 |

| 15 de noviembre de 2012 18:00 | Foz Cataratas                                                   | 5:1 (3:1) | Universidad de Santa Cruz | Estadio Eládio de Barros Carvalho, Recife |                           |
|                               | Andressa 5' 78' (pen.) · Thaysa 20' · Moretti 41' · Giovana 73' | Reporte   | Janeth 21'                | Árbitro(s): Viviane Muniz                 | Árbitro(s): Viviane Muniz |

| 15 de noviembre de 2012 16:00 | Deportivo Quito                       | 2:1 (1:0) | Formas Íntimas   | Estadio Eládio de Barros Carvalho, Recife |                                |
|                               | Kerly Real 26' · Mónica Quinteros 53' | Reporte   | Lady Andrade 76' | Árbitro(s): Ana Karina Marques            | Árbitro(s): Ana Karina Marques |

| 18 de noviembre de 2012 18:00 | Foz Cataratas              | 3:2 (2:1) | Formas Íntimas                                         | Estadio Eládio de Barros Carvalho, Recife |  |
|                               | Daiane Moretti 13' 39' 55' | Reporte   | Jennyfer Peñaloza 22' (pen.) · Paula Botero 90' (pen.) |                                           |  |

| 18 de noviembre de 2012 16:00 | Deportivo Quito                                                                 | 4:2 (3:0) | Universidad de Santa Cruz | Estadio Eládio de Barros Carvalho, Recife |  |
|                               | Mayra Olvera 2' · Ámbar Torres 10' · Mónica Quinteros 41' · Dennisse Alomía 55' | Reporte   | Erica 52' · Moroni 78'    |                                           |  |

| 21 de noviembre de 2012 21:00 | Foz Cataratas                                             | 4:1 (4:0) | Deportivo Quito      | Estadio Eládio de Barros Carvalho, Recife |  |
|                               | Daiane Moretti 19' 32' · Bruna Benites 24' · Andressa 39' | Reporte   | Mónica Quinteros 48' |                                           |  |

| 21 de noviembre de 2012 19:00 | Universidad de Santa Cruz | 1:5 (0:3) | Formas Íntimas                                                                  | Estadio Eládio de Barros Carvalho, Recife |  |
|                               | Méndez 68'                | Reporte   | Diana Ospina 12' · Paula Botero 24' · Nayla Imbachi 45' · Yisela Cuesta 55' 76' |                                           |  |

### Grupo B
| Equipo       | Pts | PJ | PG | PE | PP | GF | GC | DG  |
| ------------ | --- | -- | -- | -- | -- | -- | -- | --- |
| São José     | 7   | 3  | 2  | 1  | 0  | 10 | 1  | 9   |
| Boca Juniors | 7   | 3  | 2  | 1  | 0  | 7  | 4  | 3   |
| Caracas      | 3   | 3  | 1  | 0  | 2  | 3  | 3  | 0   |
| Nacional     | 0   | 3  | 0  | 0  | 3  | 2  | 14 | -12 |

| 16 de noviembre de 2012 18:00 | São José                                                                           | 8:0 (4:0) | Nacional | Estadio Luiz José de Lacerda, Caruaru                   |                                                         |
|                               | Giovania 3' · Cristiane 6' 32' 63' 76' · Formiga 19' · Priscilinha 58' · Alana 87' | Reporte   |          | Asistencia: 300 espectadores Árbitro(s): Estela Álvarez | Asistencia: 300 espectadores Árbitro(s): Estela Álvarez |

| 16 de noviembre de 2012 16:00 | Boca Juniors                            | 2:1 (1:0) | Caracas             | Estadio Luiz José de Lacerda, Caruaru |                            |
|                               | Andrea Ojeda 15' · Manicler Ludmica 79' | Reporte   | Lisbeth Bandres 58' | Árbitro(s): María Carvajal            | Árbitro(s): María Carvajal |

| 19 de noviembre de 2012 21:00 | São José             | 1:0 (0:0) | Caracas | Estadio Luiz José de Lacerda, Caruaru |                           |
|                               | Cristiane 60' (pen.) | Reporte   |         | Árbitro(s): Viviana Muñoz             | Árbitro(s): Viviana Muñoz |

| 19 de noviembre de 2012 19:00 | Boca Juniors                                                                   | 4:2 (1:1) | Nacional                                   | Estadio Luiz José de Lacerda, Caruaru |  |
|                               | Yael Oviedo 15' · Rosana Gómez 55' · Soledad Jaimes 70' · Manicler Ludmica 85' | Reporte   | Florencia Garrido 40' · Juliana Castro 75' |                                       |  |

| 21 de noviembre de 2012 21:00 | São José      | 1:1 (0:0) | Boca Juniors     | Estadio Luiz José de Lacerda, Caruaru |  |
|                               | Cristiane 85' | Reporte   | Eva González 60' |                                       |  |

| 21 de noviembre de 2012 19:00 | Nacional | 0:2 (0:2) | Caracas              | Estadio Luiz José de Lacerda, Caruaru |                              |
|                               |          | Reporte   | Karla Torres 25' 50' | Árbitro(s): Regildenia Moura          | Árbitro(s): Regildenia Moura |

### Grupo C
| Equipo                           | Pts | PJ | PG | PE | PP | GF | GC | DG  |
| -------------------------------- | --- | -- | -- | -- | -- | -- | -- | --- |
| Vitória                          | 7   | 3  | 2  | 1  | 0  | 13 | 1  | 12  |
| Colo-Colo                        | 7   | 3  | 2  | 1  | 0  | 14 | 3  | 11  |
| Universidad Autónoma de Asunción | 3   | 3  | 1  | 0  | 2  | 3  | 7  | -4  |
| JC Sport Girls                   | 0   | 3  | 0  | 0  | 3  | 1  | 20 | -19 |

| 17 de noviembre de 2012 21:00 | Vitória  | 1:1 (0:1) | Colo-Colo            | Estadio Municipal Severino Cándido Carneiro, Vitória de Santo Antão |  |
|                               | Zizi 47' | Reporte   | Estefanía Banini 18' |                                                                     |  |

| 17 de noviembre de 2012 19:00 | JC Sport Girls | 0:2 (0:0) | Universidad Autónoma de Asunción         | Estadio Municipal Severino Cándido Carneiro, Vitória de Santo Antão |                               |
|                               |                | Reporte   | Verónica Riveros 88' · Irma Cuevas 90+2' | Árbitro(s): Gabriela Bandeira                                       | Árbitro(s): Gabriela Bandeira |

| 19 de noviembre de 2012 21:00 | Vitória                                           | 4:0 (3:0) | Universidad Autónoma de Asunción | Estadio Municipal Severino Cándido Carneiro, Vitória de Santo Antão |  |
|                               | Giovanna 22' · Thaisinha 28' 44' · Chú Santos 86' | Reporte   |                                  |                                                                     |  |

| 19 de noviembre de 2012 19:00 | JC Sport Girls    | 1:10 (1:2) | Colo-Colo | Estadio Municipal Severino Cándido Carneiro, Vitória de Santo Antão |  |
|                               | Liliana Neyra 44' | Reporte    | Carla Guerrero 26' · Karen Araya 45+2' (pen.) 87' · Francisca Lara 47' · Yusmery Ascanio 54' 59' · Estefanía Banini 58' 90+2' · Yanara Aedo 66' · Nathalie Quezada 70' |                                                                     |  |

| 21 de noviembre de 2012 21:00 | Vitória                                                                                            | 8:0 (5:0) | JC Sport Girls | Estadio Municipal Severino Cándido Carneiro, Vitória de Santo Antão |  |
|                               | Chú Santos 3' 14' 80' · Cida 10' · Carol Baiana 31' · Patrícia 35' · Lili Bala 54' · Thaisinha 55' | Reporte   |                |                                                                     |  |

| 21 de noviembre de 2012 19:00 | Colo-Colo                                                               | 3:1 (3:0) | Universidad Autónoma de Asunción | Estadio Municipal Severino Cándido Carneiro, Vitória de Santo Antão |  |
|                               | Francisca Lara 34' (pen.) · Gloria Villamayor 39' · Yusmery Ascanio 43' | Reporte   | María Agüero 58'                 |                                                                     |  |

### Mejor segundo
El mejor segundo de los tres grupos avanza a las semifinales
| Equipo          | Pts | PJ | PG | PE | PP | GF | GC | DG | GRUPO |
| --------------- | --- | -- | -- | -- | -- | -- | -- | -- | ----- |
| Colo-Colo       | 7   | 3  | 2  | 1  | 0  | 14 | 3  | 11 | C     |
| Boca Juniors    | 7   | 3  | 2  | 1  | 0  | 7  | 4  | 3  | B     |
| Deportivo Quito | 6   | 3  | 2  | 0  | 1  | 7  | 7  | 0  | A     |

## Fase final
|  | Semifinales                     | Semifinales                     |       |                                 | Final                           | Final |  |
|  |                                 |                                 |       |                                 |                                 |       |  |
|  |                                 |                                 |       |                                 |                                 |       |  |
|  | Recife, 23 de noviembre de 2012 |                                 |       |                                 |                                 |       |  |
|  | Foz Cataratas                   | 1 (4)                           |       |                                 |                                 |       |  |
|  | São José                        | 1 (3)                           |       |                                 |                                 |       |  |
|  |                                 |                                 |       |                                 |                                 |       |  |
|  |                                 |                                 |       |                                 | Recife, 25 de noviembre de 2012 |       |  |
|  |                                 |                                 |       |                                 | Foz Cataratas                   | 0 (2) |  |
|  |                                 | Colo-Colo                       | 0 (4) |                                 |                                 |       |  |
|  |                                 |                                 |       |                                 |                                 |       |  |
|  |                                 |                                 |       |                                 |                                 |       |  |
|  |                                 |                                 |       |                                 | Tercer lugar                    |       |  |
|  | Recife, 23 de noviembre de 2012 | Recife, 23 de noviembre de 2012 |       | Recife, 25 de noviembre de 2012 | Recife, 25 de noviembre de 2012 |       |  |
|  | Vitória                         | 3                               |       | Vitória                         | 0                               |       |  |
|  | Colo-Colo                       | 4                               |       |                                 | São José                        | 1     |  |

### Semifinal
Se jugó en Recife.
| 23 de noviembre, 20:00 (UTC-3) | Foz Cataratas                                      | 1:1 (0:0) (4:3 p.)         | São José                                             | Estadio Municipal Severino Cándido Carneiro, Vitória de Santo Antão |  |
|                                | Andressa 60'                                       | Reporte                    | 74' Giovânia                                         |                                                                     |  |
|                                |                                                    | Tiros desde el punto penal |                                                      |                                                                     |  |
|                                | Adriane · Bia · Andressa · Rilany · Daiana Moretti |                            | Francielle · Cristiane · Alana · Danielle · Gislaine |                                                                     |  |

| 23 de noviembre, 22:00 (UTC-3) | Vitória                             | 3:4 (1:3) | Colo-Colo                                                                      | Estadio Municipal Severino Cándido Carneiro, Vitória de Santo Antão |  |
|                                | Chú Santos 26' · Thaisinha 59' (78) | Reporte   | 6' Yusmery Ascanio · 10' Karen Araya · 37' Yanara Aedo · 80' Gloria Villamayor |                                                                     |  |

### Tercer lugar
Se jugó en Recife.
| 25 de noviembre, 21:00 (UTC-3) | Vitória | 0:1 (0:0) | São José      | Estadio Eládio de Barros Carvalho, Vitória de Santo Antão |  |
|                                |         | Reporte   | 69' Cristiane |                                                           |  |

### Final
Se jugó en Recife el 25 de noviembre.
| 25 de noviembre de 2012 23:00 | Foz Cataratas                              | 0:0 (2:4 p.)               | Colo-Colo                                                       | Estadio Municipal Severino Cándido Carneiro, Vitória de Santo Antão |                          |
|                               |                                            | Reporte                    |                                                                 | Árbitro(s): Silvia Reyes                                            | Árbitro(s): Silvia Reyes |
|                               |                                            | Tiros desde el punto penal |                                                                 |                                                                     |                          |
|                               | Adriane · Bruna Soares · Andressa · Rilany |                            | Claudia Soto · Francisca Lara · Karen Araya · Gloria Villamayor |                                                                     |                          |

|                               |
| Bandera de Chile              |
| Campeón Colo-Colo 1.er título |

## Estadísticas
| Equipo | Equipo                           | Pts | PJ | PG | PE | PP | GF | GC | Dif | Rend  |
| ------ | -------------------------------- | --- | -- | -- | -- | -- | -- | -- | --- | ----- |
| 1      | Colo-Colo                        | 11  | 5  | 3  | 2  | 0  | 18 | 6  | 12  | 73,3% |
| 2      | Foz Cataratas                    | 11  | 5  | 3  | 2  | 0  | 13 | 5  | 8   | 73,3% |
| 3      | Sao José EC                      | 11  | 5  | 3  | 2  | 0  | 12 | 2  | 10  | 73,3% |
| 4      | Vitória                          | 7   | 5  | 2  | 1  | 2  | 16 | 6  | 10  | 58,3% |
| 5      | Boca Juniors                     | 7   | 3  | 2  | 1  | 0  | 7  | 4  | 3   | 77,8% |
| 6      | Deportivo Quito                  | 6   | 3  | 2  | 0  | 1  | 7  | 7  | 0   | 66,7% |
| 7      | Formas Íntimas                   | 3   | 3  | 1  | 0  | 2  | 8  | 6  | 2   | 33,3% |
| 8      | Caracas FC                       | 3   | 3  | 1  | 0  | 2  | 3  | 3  | 0   | 33,3% |
| 9      | Universidad Autónoma de Asunción | 3   | 3  | 1  | 0  | 2  | 3  | 7  | -4  | 33,3% |
| 10     | Universidad de Santa Cruz        | 0   | 3  | 0  | 0  | 3  | 4  | 14 | -10 | 0,0%  |
| 11     | Nacional                         | 0   | 3  | 0  | 0  | 3  | 2  | 14 | -12 | 0,0%  |
| 12     | JC Sport Girls                   | 0   | 3  | 0  | 0  | 3  | 1  | 20 | -19 | 0,0%  |

## Goleadoras
| Jugador         | Equipo        | Goles |
| --------------- | ------------- | ----- |
| Cristiane       | Sao José EC   | 7     |
| Daiane Moretti  | Foz Cataratas | 6     |
| Chú Santos      | Vitória       | 5     |
| Thaisinha       | Vitória       | 5     |
| Andressa        | Foz Cataratas | 4     |
| Yusmery Ascanio | Colo-Colo     | 4     |
| Karen Araya     | Colo-Colo     | 4     |